# Abram (Romania)
Abram (in ungherese Érábrány) è un comune della Romania di 3 252 abitanti, ubicato nel distretto di Bihor, nella regione storica della Transilvania.
Il comune è formato dall'unione di otto villaggi: Abram, Cohani, Dijir, Iteu, Iteul Nou, Margine, Satu-Barbă, Șuiug.

## Storia
Appare nei documenti ufficiali la prima volta nel 1291 come Villa Abram, cambia più volte nome (anche in ungherese quando faceva parte dell'impero austro-ungarico), fino alla denominazione attuale, assunta nel 1913.

## Società

### Evoluzione demografica
Al censimento del 2002 risultano 3 354 abitanti così suddivisi:
- Romeni   = 2749 (81,9%)
- Ungheresi=  275  (8,1%)
- Rom      =  281  (8,3%)
- Altri    =   49

Dal punto di vista religioso, la maggioranza (79,8%) è Ortodossa.

## Obiettivi turistici
- Chiesa Ortodossa di Abram (1892)
- Chiesa Calvinista di Abram